# Bolygópálya tisztára söprése
A bolygópálya tisztára söprése a Nap körül keringő égitestek egyetlen olyan tulajdonsága, amivel a legújabb definíció szerint elkülöníthetők a bolygók a törpebolygóktól.
A bolygó definíciójában 2006 augusztusa óta szereplő kritérium, melyet a Nemzetközi Csillagászati Unió Prágában megrendezett XXVI. kongresszusa fogadott el.
A meghatározás szerint az adott égitest gravitációs szempontból domináns a Nap körüli pályáján,  azaz ha a pályáját övező térségben van más égitest, akkor az körülötte kering mint hold, vagy más módon befolyásolja annak mozgását. A Plútó ennek nem tesz eleget, mert pályája szomszédságában vannak más égitestek is, de azok mozgását nem az ő gravitációs vonzóereje határozza meg (például 90482 Orcus, 28978 Ixion).
A tisztára söprés képessége és a megvalósult állapot elméletileg két különböző megközelítés, de jelenleg a Naprendszerben egybeesik.